# Tabuk
Tabuk (تبوك; Tabūk), scris și Tabouk, este capitala provinciei Tabuk, în nord-vestul Arabiei Saudite. Are o populație de 441.351 de locuitori (recensământul din 2004).

## Istoria
În apropierea orașului Tabuk a avut loc Bătălia de la Tabuk în timpul profetului Mahomed. O linie de cale ferată care a făcut legătura între Medina și Damasc a fost distrusă în timpul războiului dintre Hasmiets al Iordaniei și Khalifa Otoman.
În jurul anului 500 î.en, orașul Tabuk (pe atunci cunoscut sub numele de Taboo) a fost, împreună cu Al Ola, capitala prosperei Al Ayaneyean.
Ca monumente sunt considerate moscheea istorică, cetatea Tabuk și o stație de cale ferată aparținând căii ferate Hejaz din timpul Imperiului Otoman. În regiunea Tabuk, un număr important de situri arheologice pot fi găsite, inclusiv în Al Bidaa.